# مركز أوثيلان
مركز أوثيلان (أو وثيلان) هو مركز إداري فئة ب يتبع لمحافظة الدلم التابعة لمنطقة الرياض في المملكة العربية السعودية. ويقع في جنوب غرب المحافظة على الطريق السريع الرابط بين الحائر وحوطة بني تميم.

## المعالم

### منتزه وثيلان الوطني
هو منتزه طبيعي تبلغ مساحته 58,259,000 م2 ، يحده شرقًا طريق الحائر حوطة بني تميم، وغربًا سلسلة جبال طويق، وشمالًا وادي ماوان، وجنوبًا طريق صحراوي.